# Deinopsis virginiana
Deinopsis virginiana är en skalbaggsart som beskrevs av Jan Klimaszewski 1979. Deinopsis virginiana ingår i släktet Deinopsis och familjen kortvingar. Inga underarter finns listade i Catalogue of Life.